# Чортомлицька волость
Чортомлицька волость — адміністративно-територіальна одиниця Катеринославського повіту Катеринославської губернії.
Станом на 1886 рік складалася з 10 поселень, 10 сільських громад. Населення — 2597 осіб (1351 чоловічої статі та 1246 — жіночої), 492 дворових господарств.
|                     | Площа, десятин | У тому числі орної, десятин |
| ------------------- | -------------- | --------------------------- |
| Сільських громад    | 2039           | 1208                        |
| Приватної власності | 21309          | 12735                       |
| Іншої власності     | 33             | 33                          |
| Загалом             | 23381          | 13976                       |

Найбільше поселення волості:
- Чортомлик — село при річці Чортомлик в 120 верстах від повітового міста, 521 особа, 128 двірів. За версту — поштова станція, за 5 верст — православна церква.